# 우메하라 다이고
우메하라 다이고(梅原 大吾, 1981년 5월 19일 ~ )는 일본의 유명 액션 게임 플레이어다. 주로 캡콤에서 발매하는 2D 아케이드 격투 게임을 하고 있다. 서양에서는 괴수 (The Beast) 라는 별명이 있으며 일본에서는 이름을 줄인 "우메하라" 혹은 "우메"라 불리고 있다. 세계에서 가장 유명한 스트리트 파이터 플레이어 중 한 명이며 세계에서 최고의 실력자 중 한 명으로 거론되고 있다. 기네스 월드 레코드에는 스트리트 파이터 주요 대회에서 가장 성공적인 선수"의 이름으로 우메하라가 올라가 있다.
매드켓츠로부터 스폰서를 지원 받게 된 이후 프로게이머라 불리게 되면서 일본 미디어들은 우메하라를 2D 격투 게임의 신이라 평가를 하고 있기도 하다.